# Horisme sternecki
Horisme sternecki är en fjärilsart som beskrevs av Louis Beethoven Prout 1938. Horisme sternecki ingår i släktet Horisme och familjen mätare. Inga underarter finns listade i Catalogue of Life.